# منحنى قطبي (طيران)
إن المنحنى القطبي هو رسم بياني يتباين مع مُعدّل هبوط المركبة الجوية (عادةً ما تكون طائرة شراعية) بسرعتها الأفقية.

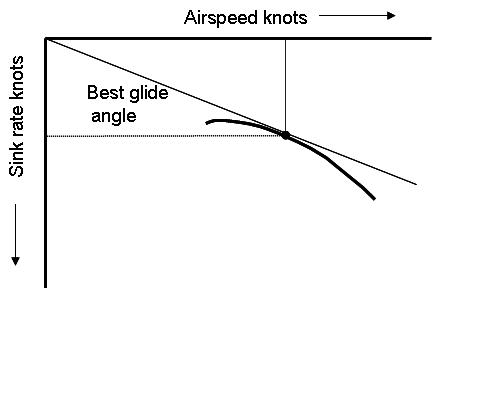
يُظهر المنحنى القطبي زاوية الانحدار لأفضل انحدار

## قياس أداء الطائرة الشراعية
يعد معرفة أفضل سرعة للطيران أمرًا مهمًا عند استخدام أي طائرة شراعية. وهناك اثنان من المقاييس الأساسية لأداء الطائرة الشراعية هما: المعدل الأدنى للهبوط وأفضل معدل انحدار، المعروف أيضًا باسم أفضل 'زاوية انحدار'. ويتم ذلك عند سرعاتٍ مختلفة. ومن المهم معرفة هذه السرعات لتحقيق الكفاءة في الطيران عبر البلاد. في الهواء الساكن، يُظهر المُنحنى القطبي أن الطيران على الحد الأدنى لسرعة الانخفاض يتيح للطيار إمكانية البقاء في الجو لأطول فترة ممكنة والتحليق في أسرع وقت ممكن، ولكن الطائرة الشراعية لن تطير عند هذه السرعة كما لو كانت تطير عند سرعة أفضل انحدار. وعندما تكون في الهواءالمنخفض، يُظهر المُنحنى القطبي أن أفضل سرعة للطيران تعتمد على مُعدّل هبوط الهواء. وباستخدام نظرية باول ماكريدي، فإن السرعة المُثلى للطيران بأفضل سرعة عبر البلاد يُمكن أن تكون أكبر من سرعة أفضل زاوية انحدار للخروج من الهواء المنخفض بأسرع ما يمكن.

## مُعدل الانحدار
يتم التعبير عن معدل الانحدار على أنه نسبة مسافة الطيران إلى ارتفاعٍ مفقود في نفس الوقت، كما يتم التعبير عنه بأنه عدد الأقدام (أو أي من وحدات قياس الطول) التي يتم الطيران إليها أفقيًا خلال الوقت الذي يتم خلاله الانتقال لأعلى بارتفاع قدم واحدة (أو أيٍ من وحدات قياس الطول) لمسافةٍ عمودية. فمعدل السرعة الأفقية مقابل السرعة العمودية تُعطي نفس الإجابة. (إذا كانت الطائرة الشراعية تطير بسرعة 40 عقدة لمدة ساعة وواجهت 2-عقدة (4 كم/س) مُعدل انخفاض، فإنها ستطير لمسافة 40 ميلاً بحريًا ثم تهبط 2 ميل بحري (4 كـم). ويكون معدل الانحدار 20 باستخدام الطريقتين.

## تأثير الرياح والرفع والانخفاض على أفضل سرعة انحدار
إن تأثير الرياح والرفع والانخفاض عند أفضل سرعة انحدار يكون نقل المنحنى داخل الرسم البياني حسب كمية كل عنصر. أي أنه إذا طار في عكس اتجاه الرياح، بدون حركة هواء عمودية، فإن المُنحنى سيتحرك يسارًا ناحية نقطة المركز بقدرٍ مساوٍ لسرعة الرياح. فالأثر الذي يحققه أن خط المماس لأفضل سرعة انحدار يتحرك أسفل الرسم البياني لزيادة أفضل سرعة انحدار ولكن لخفض أفضل معدل انحدار. ولذلك، عند الطيران في عكس اتجاه الرياح، فإن أفضل سرعة انحدار ستكون أعلى ولكن أفضل معدل انحدار سيكون أقل. وعلى العكس، ففى حالة الرياح الخلفية، يتحرك المُنحنى القطبي بعيدًا عن نقطة المركز، لذلك تنخفض أفضل سرعة انحدار، ويتحسن معدل الانحدار الفعّال. في الرفع، يتحرك المُنحنى لأعلى لخفض أفضل سرعة انحدار وزيادة معدل الانحدار. وفي الانخفاض، يتحرك المُنحنى لأسفل لزيادة أفضل سرعة انحدار وخفض معدل الانحدار. والنتيجة هي أنه عند الطيران بين تيارات حرارية، فيمكنك خفض سرعتك في حالة ارتفاع الهواء وزيادة سرعتك عند الاصطدام بمنخفض. فيُمكن للرياح مع الارتفاع/الانخفاض أن تحرك الرسم البياني تبعًا للكمية المُقدّرة لكل عنصر.

## رسم المنحنى
من خلال قياس مُعدّل الانخفاض في سرعات الهواء المختلفة، فإنه يمكن تجميع مجموعة البيانات ورسمها على الرسم البياني. ويُمكن التوصيل بين النقاط بخط يعرف باسم ’المنحنى القطبي‘. ولكل نوع من أنواع الطائرات الشراعية منحنى قطبي فريد. ومن الممكن أن يتدهور المنحنى من كثرة الرواسب مثل الشوائب والأتربة والأمطار على الجناح. وغالباً ما تظهر المنحنيات القطبية المنتشرة على أي جناح نظيف وكذلك أي جناح ملوث بدوائر من الشوائب على شكل قطع شريطية صغيرة على الحافة الأمامية من الجناح.
أما مركز المنحنى القطبي فيتشكل عندما تكون سرعة الهواء ومُعدّل الانخفاض صفرًا. في الرسم التخطيطي الأول، رُسم خط من المركز إلى نقطة الحد الأدنى للانخفاض. وبذلك يعمل ميل الخط من المركز على تكوين زاوية الانحدار لأنها تُعتبر نسبة المسافة بطول محور سرعة الهواء إلى المسافة بطول محور مُعدّل الانخفاض.
يمكن رسم مجموعة الخطوط بالكامل من المركز لكل نقاط البيانات حيث يعرض كل خط زاوية الانحدار لتلك السرعة. ومع ذلك، فإن أفضل زاوية انحدار هي الخط الذي يكون بأقل ميل. وفي الرسم التخطيطي الثاني، تم رسم خط من المركز إلى النقطة التي تمثّل أفضل معدل انحدار. ويمكن قراءة سرعة الهواء ومُعدل الانخفاض لأفضل معدل انحدار خارج الرسم البياني. لاحظ أن أفضل نسبة انحدار هي أقل عمقًا من معدل انحدار الحد الأدنى للانخفاض. أما الخطوط الأخرى من المركز إلى نقاط البيانات المتعددة، فقد تكون أكثر انحدارًا من خط أفضل زاوية انحدار. ونتيجة لهذا، فإن خط أفضل زاوية انحدار سوف يُلامس فقط المُنحنى القطبي بمعنى أنه المماس.

## وصلات خارجية
- Glider Performance Airspeeds An animated explanation of the basic polar curve, with modifications for sinking or rising air and for head- or tailwinds.